# Bulbostylis rarissima
Bulbostylis rarissima är en halvgräsart som först beskrevs av Ernst Gottlieb von Steudel, och fick sitt nu gällande namn av Charles Baron Clarke. Bulbostylis rarissima ingår i släktet Bulbostylis och familjen halvgräs.
Artens utbredningsområde är Etiopien. Inga underarter finns listade i Catalogue of Life.